# هربرت أرلين
هربرت أرلين (بالإنجليزية: Herbert Arlene)‏ ‏(5 سبتمبر 1914 – 9 نوفمبر 1989) كان سياسي أمريكي من بنسلفانيا، خدم عضواً في مجلس شيوخ ولاية بنسلفانيا عن الحزب الديمقراطي، من 1967 إلى 1980، (عن الدائرة الثالثة).
كان أول أمريكي أفريقي ينتخب لمجلس شيوخ بنسلفانيا. كما خدم في مجلس نواب ولاية بنسلفانيا عن دائرة مقاطعة فيلادلفيا من 1959 إلى 1966.